# Marian Dudziak
Marian Andrzej Dudziak, född 2 februari 1941 i Wielichowo, är en polsk före detta friidrottare.
Dudziak blev olympisk silvermedaljör på 4 x 100 meter vid sommarspelen 1964 i Tokyo.